# Олгуд, Сара
Сара Олгуд (англ. Sara Allgood, 31 октября 1879 — 13 сентября 1950) — ирландская актриса, номинантка премии «Оскар».

## Биография
Сара Олгуд родилась в Дублине в 1879 году. Помимо неё в семье была ещё одна дочь, Мэри О’Нил, которая также стала актрисой.
Олгуд начала свою актёрскую карьеру с участия в постановках в Театре Аббатства. Её кинодебют состоялся в конце 1920-х годов в ранних фильмах Хичкока, среди которых «Шантаж», «Юнона и павлин» и «Саботаж».
В 1941 году за роль Бэт Морган в фильме «Как зелена была моя долина» актриса была номинирована на премию «Оскар» как лучшая актриса второго плана, но приз в итоге достался Мэри Астор. В дальнейшем Сара Олгуд появилась в фильмах «Доктор Джекилл и мистер Хайд» (1941), «Джейн Эйр» (1943), «Ключи от царства небесного» (1944), «Прекрасная Дорсей» (1947) и «Оптом дешевле» (1950).
В 1916 году во время гастролей в Австралии актриса познакомилась с британским актёром Джеральдом Хенсоном, за которого в том же году вышла замуж. Их единственная дочь умерла в 1917 году, спустя час после рождения, во время эпидемии гриппа в Мельбурне, а годом позже по той же причине не стало и её супруга.
В 1945 году Сара Олгуд приняла американское гражданство. Актриса умерла 13 сентября 1950 года от инфаркта в возрасте 70 лет в своём доме в пригороде Лос-Анджелеса.

## Избранная фильмография
| Год  |   | Русское название             | Оригинальное название             | Роль                   |
| ---- | - | ---------------------------- | --------------------------------- | ---------------------- |
| 1929 | ф | Шантаж                       | Blackmail                         | миссис Уайт            |
| 1930 | ф | Юнона и павлин               | Juno and the Paycock              | Юнона Бойл             |
| 1935 | ф | Преступление безгранично     | Crime Unlimited                   | воровка драгоценностей |
| 1937 | ф | Буря в стакане воды          | Storm in a Teacup                 | Хонория Хегарти        |
| 1941 | ф | Леди Гамильтон               | That Hamilton Woman               | миссис Кадоган-Лайон   |
| 1941 | ф | Доктор Джекилл и мистер Хайд | Dr. Jekyll and Mr. Hyde           | миссис Хиггинс         |
| 1941 | ф | Как зелена была моя долина   | How Green Was My Valley           | миссис Бет Морган      |
| 1942 | ф | Превыше всего                | This Above All                    | официантка             |
| 1943 | ф | Город без мужчин             | City Without Men                  | миссис Мария Бартон    |
| 1943 | ф | Джейн Эйр                    | Jane Eyre                         | Бесси                  |
| 1944 | ф | Жилец                        | The Lodger                        | Эллен Бонтинг          |
| 1944 | ф | Ключи от царства небесного   | The Keys of the Kingdom           | сестра Марта           |
| 1945 | ф | Странное дело дяди Гарри     | The Strange Affair of Uncle Harry | Нона                   |
| 1946 | ф | Клуни Браун                  | Cluny Brown                       | миссис Мейл            |
| 1947 | ф | Айви                         | Ivy                               | Марта Хантли           |
| 1947 | ф | Мама была в трико            | Mother Wore Tights                | бабушка Маккинли       |
| 1947 | ф | Моя дикая ирландская роза    | My Wild Irish Rose                | миссис Бреннан         |
| 1948 | ф | Одно прикосновение Венеры    | One Touch of Venus                | домовладелица          |
| 1950 | ф | Оптом дешевле                | Cheaper by the Dozen              | миссис Монахан         |